# Neuroterus politus
Neuroterus politus is een vliesvleugelig insect uit de familie van de echte galwespen (Cynipidae). De wetenschappelijke naam van de soort werd in 1840 gepubliceerd door Theodor Hartig.